# 김상 (후한)
김상(金尙, ? ~ ?)은 후한 말기의 관료로, 자는 원휴(元休)이며 경조윤 두릉현(杜陵縣) 사람이다. 동향 위단·제오순(第五巡)과 함께 명성을 떨쳐 삼휴(三休)라고 불렸다.

## 행적
헌제 때 연주자사로 발령되어 임지로 출발하였는데, 이미 조조가 연주를 차지하여 부임하지 못하였다. 김상은 조조와 싸웠으나 봉구(封丘)에서 패하여 남쪽으로 달아나 원술에게 의탁하였다.
황제를 참칭한 원술은(중나라) 김상을 태위로 삼으려 하였는데, 감히 직접 권하지 못하고 사람을 보내 에둘러 뜻을 알렸다. 김상이 뜻을 굽히지 않으니, 원술은 억지로 권하지 않았다.
이후 김상은 고향으로 달아나려 하다가 원술에게 붙잡혀 목숨을 잃었다. 김상의 유해가 허도에 도착하니, 헌제는 애석해하여 아들 김위(金瑋)를 낭중(郞中)에 임명하였다.

## 출전
- 진수, 《삼국지》 권7 여포장홍전 배송지주
- 범엽, 《후한서》 권75 유언원술여포열전